# برنامج بازل

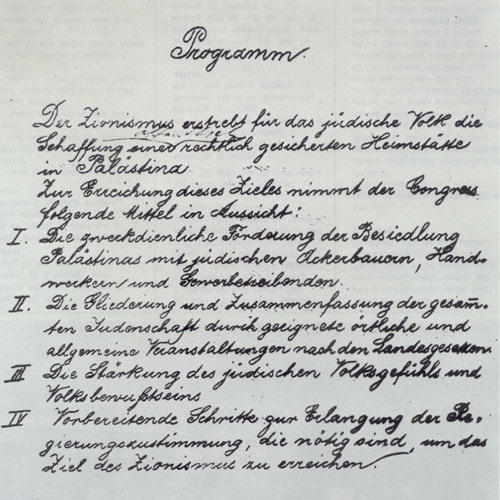

برنامج بازل هو أول بيان للحركة الصهيونية، تم صياغته في الفترة من 27 إلى 30 أغسطس 1897 واعتمد بالإجماع في المؤتمر الصهيوني الأول في بازل بسويسرا في 30 أغسطس 1897.

## التاريخ
تمت صياغة برنامج بازل من قبل لجنة انتخبت يوم الأحد 29 أغسطس 1897 [2] تضم ماكس نورداو (رئيس اللجنة)،  وناثان بيرنباوم وألكساندر مينتز وسيجموند روزنبرغ وسول رافائيل لانداو   جنبًا إلى جنب مع هيرمان شابيرا ماكس بودنهايمر اللذان تمت إضافتهما إلى اللجنة على أساس أنهما وضعا برامج مماثلة سابقة (بما في ذلك "Kölneen"). وأعد هؤلاء السبعة صيغة البرنامج خلال 3 اجتماعات.

## الأهداف
حدد البرنامج أهداف الحركة الصهيونية على النحو التالي: 
| " | تسعى الصهيونية إلى تأمين وطن معترف به قانونًا للشعب اليهودي في فلسطين. لتحقيق هذا الغرض، ينظر المؤتمر في الوسائل التالية: 1. الترويج لتوطين المزارعين اليهود والحرفيين والتجار في فلسطين. 2. اتحاد جميع اليهود في مجموعات محلية أو عامة، وفقًا لقوانين الدول المختلفة. 3. تقوية الشعور اليهودي والوعي اليهودي. 4. اتخاذ خطوات تحضيرية للحصول على تلك المنح الحكومية اللازمة لتحقيق الهدف الصهيوني. | " |

لم تتضمن المسودة الأصلية كلمة «معترف بها علنًا»؛ كان هذا هو التعديل الوحيد الذي تم إجراؤه أثناء النقاش في المؤتمر، ويمكن رؤيته في النسخة النهائية مع إدخال كلمة öffentlich بين قوسين.  تمت الموافقة على المشروع المعدل بالإجماع من قبل المؤتمر المؤلف من 200 شخص. 

## قائمة المصادر
- Jubilee Publication (1947). The Jubilee of the first Zionist Congress, 1897-1947. Jerusalem: Executive of the Zionist Organisation. ص. 108 pages, 2 leaves of plates. مؤرشف من الأصل في 2019-05-11. Published simultaneously in Hebrew, French, Spanish and Yiddish{{استشهاد بكتاب}}:  صيانة الاستشهاد: postscript (link)
- Epstein، Lawrence J. (14 يناير 2016)، The Dream of Zion: The Story of the First Zionist Congress، Rowman & Littlefield، ISBN:978-1-4422-5467-1، مؤرشف من الأصل في 2019-12-21
- Bodenheimer، Max (1963). Prelude to Israel: The Memoirs of M. I. Bodenheimer. T. Yoseloff. مؤرشف من الأصل في 2019-12-13.